# Rosochy (Wąsosz)
Rosochy – część wsi Wąsosz w Polsce, położona w województwie wielkopolskim, w powiecie złotowskim, w gminie Złotów, na Pojezierzu Krajeńskim.
W latach 1975–1998 Rosochy administracyjnie należały do województwa pilskiego.